# Roger Black
Pour les articles homonymes, voir Black.
Roger Anthony Black, né le 31 mars 1966 à Portsmouth en Angleterre, est un athlète britannique, pratiquant le 400 mètres.

## Biographie
Coureur de 400 mètres, il a été un rude adversaire des Américains sur une discipline qui est dominée très souvent par ces derniers. Parmi ses exploits les plus importants, la médaille d'or obtenue avec le relais britannique lors des mondiaux 1991 à Tokyo aux dépens des grands favoris américains. Il termine également second derrière Michael Johnson lors des Jeux Olympiques de 1996 à Atlanta. 
Sur le plan européen, il remporte deux titres consécutifs du 400 mètres lors des éditions de 1986 à Stuttgart et 1990 à Split, obtenant encore une médaille d'argent à l'édition suivante de 1994 à Helsinki. Durant ces trois éditions, il remporte également trois titres avec le relais britannique.
Aux championnats du monde d'Athènes en 1997, il termine deuxième du relais 4 × 400 mètres. Il récupère la médaille d'or de l'épreuve après que l'équipe des États-Unis, initialement vainqueur de l'épreuve, soit disqualifiée en 2008 à la suite des aveux de dopage d'Antonio Pettigrew.
Il mettra fin à sa carrière sportive en raison de blessures en 1998. Après celle-ci, il est apparu dans de nombreuses émissions de télévision, notamment sur la BBC. Il a également écrit une biographie: How Long's the Course?.
Il a également été décoré par la reine Élisabeth II de l'ordre de l'Empire britannique en 1995.

## Palmarès

### Jeux olympiques d'été
- Jeux Olympiques de 1992 à Barcelone,  Espagne
  -  Médaille de bronze du relais 4 × 400 mètres
- Jeux Olympiques de 1996 à Atlanta,  États-Unis
  -  Médaille d'argent du 400 mètres
  -  Médaille d'argent du relais 4 × 400 mètres

### Championnats du monde d'athlétisme
- Championnats du monde 1987 à Rome
  -  Médaille d'argent du relais 4 × 400 mètres
- Championnats du monde 1991 à Tokyo
  -  Médaille d'or du relais 4 × 400 mètres
  -  Médaille d'argent du 400 mètres
- Championnats du monde 1997 à Athènes
  -  Médaille d'or du relais 4 × 400 mètres

### Championnats d'Europe d'athlétisme
- Championnats d'Europe 1986 à Stuttgart
  -  Médaille d'or du 400 mètres
  -  Médaille d'or du relais 4 × 400 mètres
- Championnats d'Europe 1990 à Split
  -  Médaille d'or du 400 mètres
  -  Médaille d'or du relais 4 × 400 mètres
- Championnats d'Europe 1994 à Helsinki
  -  Médaille d'or du relais 4 × 400 mètres
  -  Médaille d'argent du 400 mètres

### Championnats d'Europe junior d'athlétisme
- Championnats d'Europe 1985 à Cottbus
  -  Médaille d'or du 400 mètres
  -  Médaille d'or du relais 4 × 400 mètres

### Jeux du Commonwealth
- Jeux du Commonwealth de 1986 à Édimbourg
  -  Médaille d'or du 400 mètres
  -  Médaille d'or du relais 4 × 400 mètres